# Berndt Federley (historiker)
Berndt Ludvig Federley, född 30 juni 1906 i Tammerfors, död 23 juni 1976 i Helsingfors, var en finländsk arkivarie och historiker. Han var sonsons son till ämbetsmannen Berndt Federley. 
Federley blev filosofie doktor 1948. Han anställdes 1930 vid Riksarkivet i Helsingfors, där han från 1952 fram till pensionen 1970 tjänstgjorde som avdelningschef och arkivråd. Under krigsåren var han tillfälligt landsarkivarie i Viborg och bidrog att rädda undan arkivalier från förstörelse. Han var även docent i Finlands och Skandinaviens historia vid Helsingfors universitet 1958–1967 och 1971–1973. 
Som historiker intresserade sig Federley för Estland under senare hälften av 1500-talet och för Finland under ryska tiden.